# Kon'kovo (Mosca)
Il quartiere Kon'kovo (in russo Район Коньково?) è un quartiere di Mosca sito nel Distretto Sud-occidentale.
Prende il nome dall'abitato di Kon'kovo, di cui si ha menzione dal 1672. L'abitato era diviso dalla via Kalužskaja in due frazioni contraddistinte dalle loro chiese: Troickoe-Kon'kovo ("della Trinità") a sinistra, e Sergievskoe-Kon'kovo ("di San Sergio") a destra.
Nel 1776 Caterina II di Russia comprò la tenuta di Troickoe-Kon'kovo con l'intenzione di realizzare un palazzo con parco simile a quello di Caricyno, ma il progetto non fu completato. Nel 1813, dopo la ritirata delle truppe di Napoleone, la chiesa di Troickoe-Kon'kovo viene chiusa perché seriamente danneggiata. I due abitati si fondono in un'unica parrocchia, Kon'kovo,  che fa capo alla chiesa di Sergievskoe-Kon'kovo.
Kon'kovo viene incluso nel territorio di Mosca nel 1960; l'urbanizzazione moderna, avviata nel 1964, si conclude nei primi anni 1980. Dell'antico abitato restano la chiesa di Troickoe-Kon'kovo, la cui ristrutturazione è iniziata nel 1990, e un obelisco di pietra bianca della seconda metà del XVIII secolo.